# ザ・マーター・マントラス
『ザ・マーター・マントラス』はボーイ・ジョージがジーザス・ラヴス・ユー名義で発売した唯一のアルバムであり、ジョージのアルバムとしては4作目となるアルバム。北米のみ1991年にボーイ・ジョージ名義で発売された。

## 制作
『ザ・マーター・マントラス』に収録された曲の多くがダンス・ナンバーであり、エレクトロニック・ミュージックとしてのプロデュースがなされている。シングルの多くはアルバム発売前に単独で発売されていた（「ノー・クラウズ・28」（1988年）、「アフター・ザ・ラヴ」（1989年）、「ジェネレーションズ・オブ・ラヴ」「ワン・オン・ワン」（1990年））。インド音楽とハウス・ミュージックをマッシュアップした先行シングル「バウ・ダウン・ミスター」は全英シングルチャートで27位を記録している。
ボーイ・ジョージ自身が曲作りに参加しているが、「アンジェラ・ダスト」というペンネームを使用している。

## 収録曲
1. "Generations of Love" (Oakenfold Mix) (Angela Dust, Caron Geary, Simon Rogers) - 7:12
2. "One on One" (Brydon L.P. Mix) (Dust, Mark Brydon) - 4:41
3. "Love's Gonna Let U Down" (Popcorn Mix) (Dust, Brydon) - 6:08
4. "After the Love" (Ten Glorious Years Mix) (Dust, Jon Moss) - 7:41
5. "I Specialise in Loneliness" (Dust, John Themis) - 6:24
6. "No Clause 28" (Pascal Gabriel Mix) (Boy George O'Dowd, Glenn Nightingale, Ian Maidman, Richie Stevens, Steve Fletcher) - 6:20
7. "Love Hurts" (L.P. Mix) (Dust, Bruce Forest, Richard Cottle) - 6:29
8. "Siempre Te Amare" (Dust) - 6:07
9. "Too Much Love" (Dust, Brydon) - 6:00
10. "Bow Down Mister" (Dust) - 6:32
11. "Generations of Love" (Seventies Mix) (CDのみ収録)

## 参加ミュージシャン
- Boy George – ヴォーカル
- Jonathan Quarmby, Richard Cottle – キーボード
- Colin Elliot – パーカッション
- Jagdeep Singh – タブラ
- Simeon Lister – サクソフォン
- Beverley Skeete, Derek Green, The Govinda All Stars, Helen Terry, Jacqui McKoy, Jagdeep Singh, Juliet Roberts, London Community Gospel Choir, Sharon McKoy, Stefan Ashton Frank – コーラス

プロデューサー
- Simon Rogers –tracks 1&11
- Mark Brydon – tracks 2 & 3
- Angela Dust – tracks 4 & 9
- Jon Moss –track 4
- John Themis –track 5
- Bobby Z –track 6
- Jeremy Healy –track 6
- Bruce Forest –tracks 7 & 10
- Zeo track 8

## チャート
| チャート (1990–91)            | 最高 順位 |
| ----------------------------- | --------- |
| オーストラリア (ARIAチャート) | 136       |
| オーストリア (Ö3 Austria)     | 13        |
| ドイツ (Offizielle Top 100)   | 44        |
| UK アルバムズ (OCC)           | 60        |